# Alain Caron
Alain Caron (* 5. května 1955 Saint-Éloi, Kanada) je kanadský baskytarista. Hudbě se začal věnovat v sedmi letech, kdy začal hrát na kytaru a bicí. Na baskytaru začal hrát ve svých jedenácti letech. V letech 1976–1992 působil ve skupině Uzeb a spolupracoval i s dalšími hudebníky, jako jsou například Leni Stern, Didier Lockwood, Gino Vannelli nebo Frank Gambale. Své první sólové album Le Band vydal v roce 1993, zatím poslední Multiple Faces vyšlo v roce 2012.